# Écho et Narcisse (Gluck)
Pour les articles homonymes, voir Écho et Narcisse.
Écho et Narcisse est un opéra (drame lyrique) en trois actes et un prologue de Christoph Willibald von Gluck sur un livret de Jean-Baptiste-Louis-Théodore de Tschudi représenté pour la première fois le 24 septembre 1779 à Paris.

## Historique
Gluck a travaillé sur Écho et Narcisse à Vienne en 1778 puis à Paris l’année suivante sur un livret qui s’inspire du mythe d'Écho et Narcisse, dans les Métamorphoses d’Ovide. La création fut un fiasco, les gluckistes eux-mêmes refusèrent de reconnaître cette œuvre.
Ulcéré par les querelles fomentées autour de sa personne et de sa position, Gluck décide alors de quitter définitivement Paris. Il n’abandonne pas pour autant Écho et Narcisse et retravaille l’œuvre avec Tschudi. La nouvelle version comporte des modifications décisives comme la réduction du rôle de l’Amour à deux apparitions dans le prologue et la scène finale ; mais cette nouvelle version fut également un échec. Seule une représentation en 1781 dans une petite salle semblable à un salon recevra un certain succès auprès d’un public restreint.
Il a été avancé comme raison de cet échec auprès du public qu’après les succès de drames tels qu’Iphigénie en Aulide ou Iphigénie en Tauride, Écho et Narcisse, simple pastorale, était devenu un genre inacceptable auprès du public, démodé au même titre que l’opéra-ballet ou l’idylle lyrique. En fait la raison semble plus profonde : Gluck en effet, avec sa « réforme de l’opéra », incarnait, notamment aux yeux de ses admirateurs, et dans le cadre du Siècle des lumières, la mouvance du progrès et, qu’il le veuille ou non, les idéaux philosophiques et politiques qui y étaient attachés ; tandis que le livret d’Écho et Narcisse semblait davantage tourné vers les idées conservatrices – ce qui au contraire expliquera le succès de l’œuvre face à un public aristocratique.

## Distribution
| Rôle              | Tessiture   | Créateur du rôle                                             |
| ----------------- | ----------- | ------------------------------------------------------------ |
| Amour             | Soprano     | Mlle Girardin                                                |
| Écho              | Soprano     | Mademoiselle Beaumesnil                                      |
| Eglé, nymphe      | Soprano     | Anne-Marie-Jeanne Gavaudan, L'aînée                          |
| Aglaé, une nymphe | Soprano     | Mlle Joinville                                               |
| Narcisse          | Ténor       | Étienne Lainez                                               |
| Cynire            | Ténor       | Joseph Legros                                                |
| Thanais, nymphe   | Soprano     |                                                              |
| Sylphie, nymphe   | Soprano     |                                                              |
| Deux sylvains     | Basse/ténor | Auguste-Athanase (Augustin) Chéron/Jean-Joseph Rousseau (it) |

## Instrumentation
Orchestre en fosse de Écho et Narcisse :
- Cordes
  - Premiers violons
  - seconds violons
  - altos
  - violoncelles
  - contrebasses
- Bois
  - 2 flûtes traversières
  - 2 hautbois
  - 2 clarinettes
  - 2 bassons
- Cuivres
  - 2 cors
  - 3 trombones
- Percussions
  - percussions
- Autre
  - clavecin